# Sørgemarch ved Kong Frederik. d. 7.'s Død
Sørgemarch ved Kong Frederik. d. 7.’s Død is een compositie van Niels Gade. Het is een begrafenismars, die gespeeld is op 19 december 1863 bij de bijzetting van het lichaam van koning Frederik VII van Denemarken in de Kathedraal van Roskilde. Frederik VII was 15 november overleden, Roskilde was tot aan circa 1443 hoofdstad van Denemarken.
Bij diezelfde gelegenheid werd ook uitgevoerd Cantate ved Frederik 7.'s Bisættelse, op. 64b van Johan Peter Emilius Hartmann, schoonvader van Gade, met tekst van Hans Peter Holst.
De uitvoering lag in handen van Det Konglige Kapel met solisten van Det Konlige Teater, alsmede het Studentenkoor uit Kopenhagen.

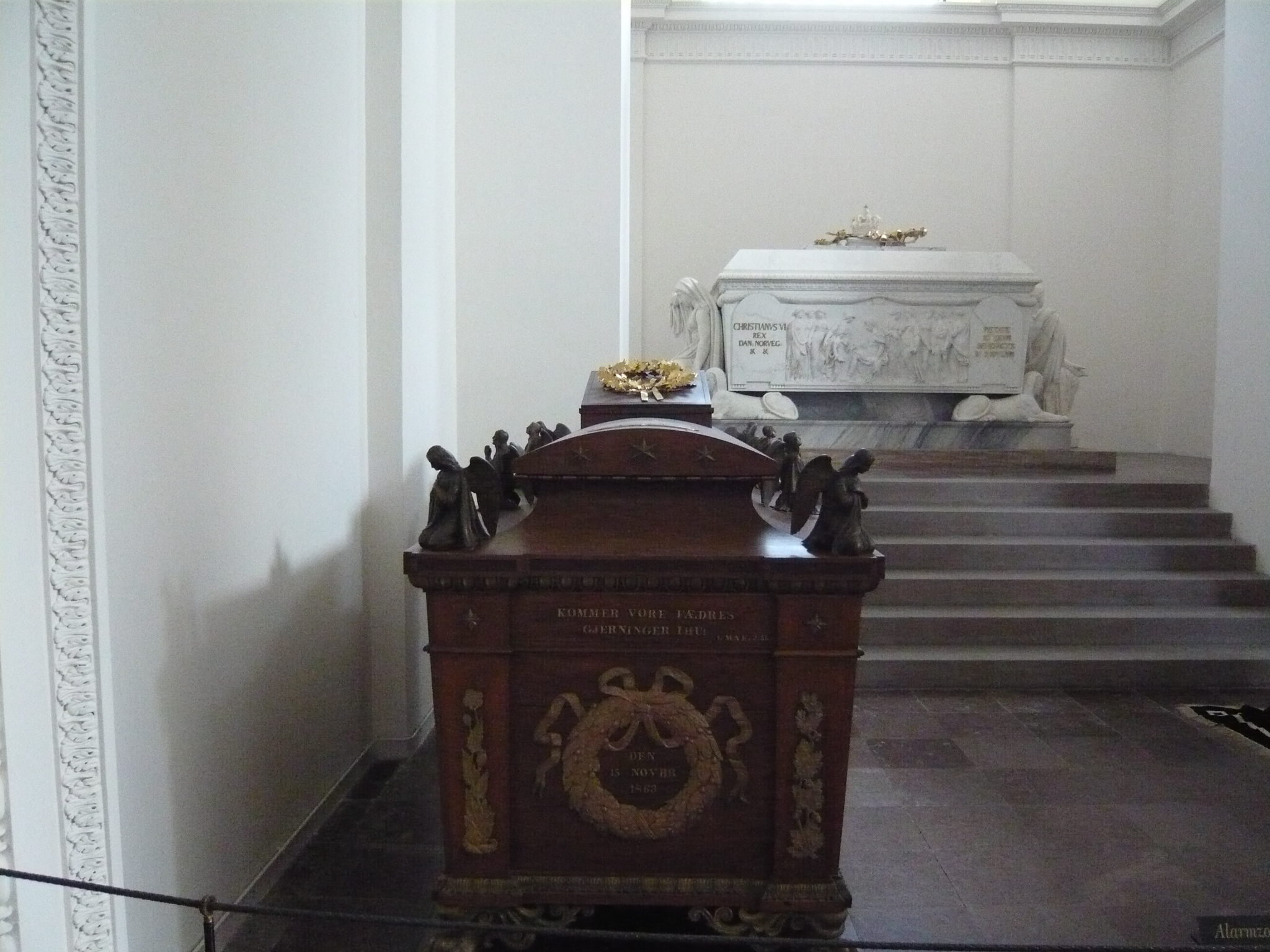
Kist waarin Frederik VII